# Роберт Морлі
Роберт Адольф Вілтон Морлі (англ. Robert Adolph Wilton Morley, нар. 26 травня 1908, Семлі, Вілтшир, Велика Британія — 3 червня 1992, Редінг, Беркшир, Англія, Велика Британія) — англійський актор.

## Біографія
Роберт Морлі народився 26 травня 1908 року в невеликому селищі Семлі, у графстві Вілтшир, в родині майора Британської армії Роберта Вілтона Морлі та його дружини Гертруди Емілі (до шлюбу Фас). Батько брав участь у Другій англо-бурській війні. Мати була дочкою німця, який емігрував до Південної Африки.

## Кар'єра
У 1929 році Морлі вперше виступив на сцені Стренд театру у п'єсі «Острів скарбів». На нью-йоркському Бродвеї він з'явився у 1938 році в театрі Фултона у головній ролі в п'єсі «Оскар Вайльд». Ще в молоді роки він був номінований на премію «Оскар» як найкращий актор за роль короля Людовика XVI у фільмі Марія Антуанетта (1938).

## Фільмографія
- 1938 : «Марія-Антуанетта» / (Marie Antoinette) — король Людовик XVI
- 1951 : «Вигнанець з островів»[en] / (Outcast of the Islands) — Елмер Алмеєр
- 1953 : «Осором диявола» / (Beat the Devil) — Петерсон
- 1962 : «Дорога до Гонконгу» / (The Road to Hong Kong) — керівник 3-го ешелону
- 1965 : «Повітряні пригоди» / (Those Magnificent Men In Their Flying Machines Or How I Flew From London To Paris In 25 Hours 11 Minutes) — лорд Ровнслі
- 1965 : «Незабутня» / (The Loved One) — сер Амброз Аберкрамбі
- 1970 : «Кромвель» / (Oliver Cromwell) — Едвард Монтегю
- 1973 : «Театр крові» / (Theatre of Blood) — Мередіт Мередю
- 1989 : «Навколо світу за 80 днів» / (Around the World in 80 Days) — Вентворт